# Фокстерьер
Фокстерьер (англ. fox terrier) — порода собак. Международная кинологическая федерация выделяет 2 отдельные породы фокстерьеров:
- Гладкошёрстный фокстерьер
- Жесткошёрстный фокстерьер

## История
Когда Цезарь впервые вступил на землю Альбиона, римляне увидели небольших собак, которые добывали дичь, преследуя её в норах. Первое же описание фокстерьеров было дано в XVI веке Джоном Кайусом — врачом из Кембриджского университета.
Позже для улучшения породы в племенной работе использовались таксы, английские хаунды, а немного спустя — бигли и фоксхаунды. Стандарт породы впервые был официально опубликован в 1876 году. Этот год можно считать официальным годом создания породы фокстерьер.

## Разновидности породы

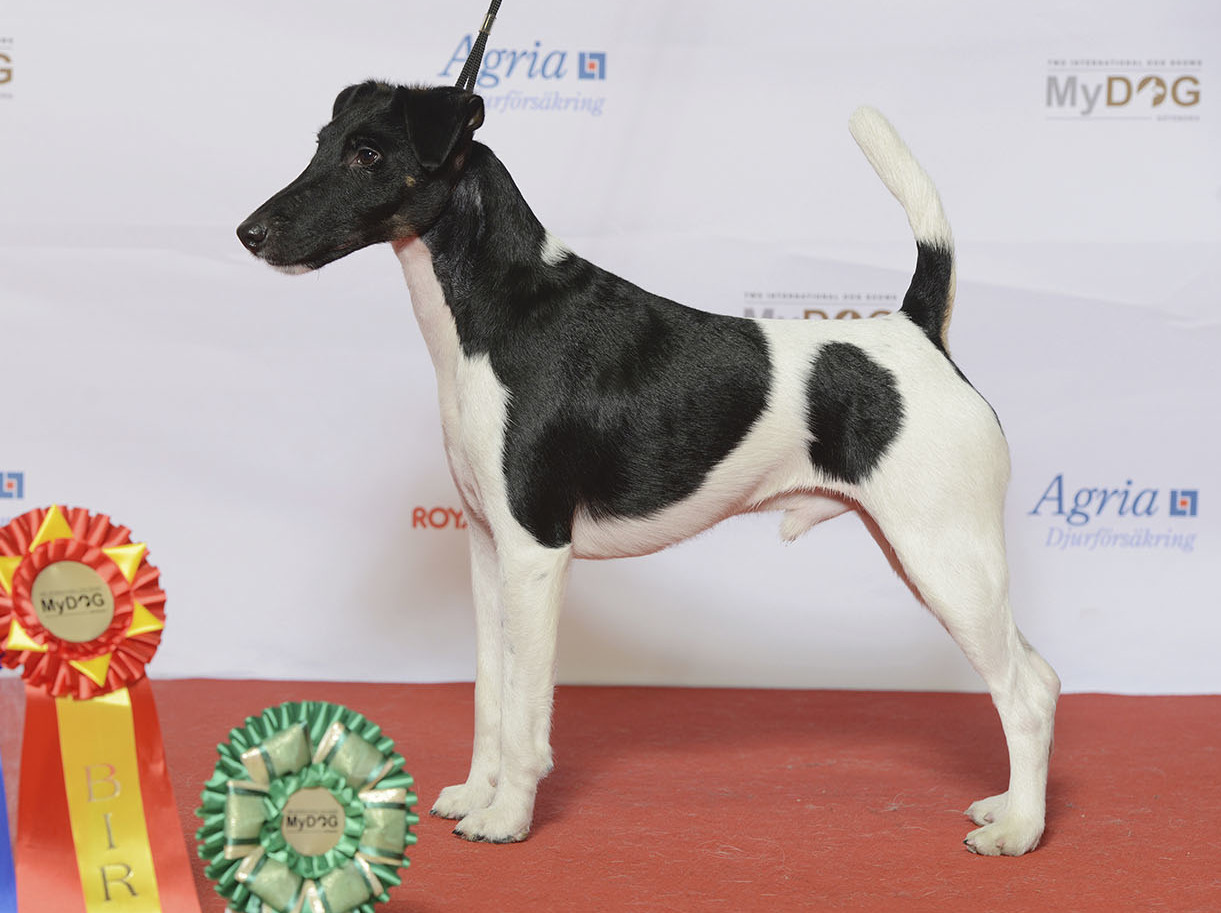
Фокстерьер гладкошёрстный

Существуют 2 разновидности фокстерьеров — жесткошёрстный и гладкошёрстный. Жесткошёрстного фокстерьера вывели в конце XIX века и в его венах течёт кровь жесткошёрстного чёрно-подпалого терьера. Эта собака была предназначена для охоты на лисиц. Жесткошёрстный фокстерьер — это не разновидность гладкошёрстного, хотя стандарты пород совпадают. Это совершенно самостоятельная порода. Своим происхождением он обязан жесткошёрстным терьерам из шахтёрских районов Великобритании (Дарема, Уэльса и Дербишира), где он жил до того, как привлёк внимание любителей. На рингах его не выставляли до 1872 года.
Предками же гладкошёрстного терьера были гладкошёрстный чёрно-подпалый терьер, бигль, бульдог и грейхаунд. Оба вида фокстерьеров одинаково популярны, хотя раньше гладкошёрстные собаки ценились больше, так как во время охоты они не пачкали шерсть, загоняя зверя в норах. Но в двадцатых годах прошлого столетия положение изменилось, и любимцем стал жесткошёрстный фокс.
Фокстерьеры всегда верно служили человеку не только на охоте. Во время первой мировой войны были собаки, которых даже награждали медалями за службу отечеству. А фокстерьер по кличке Иглу в 1928—1930 гг. был участником экспедиции в Антарктиду в команде адмирала Берда.

## Описание породы

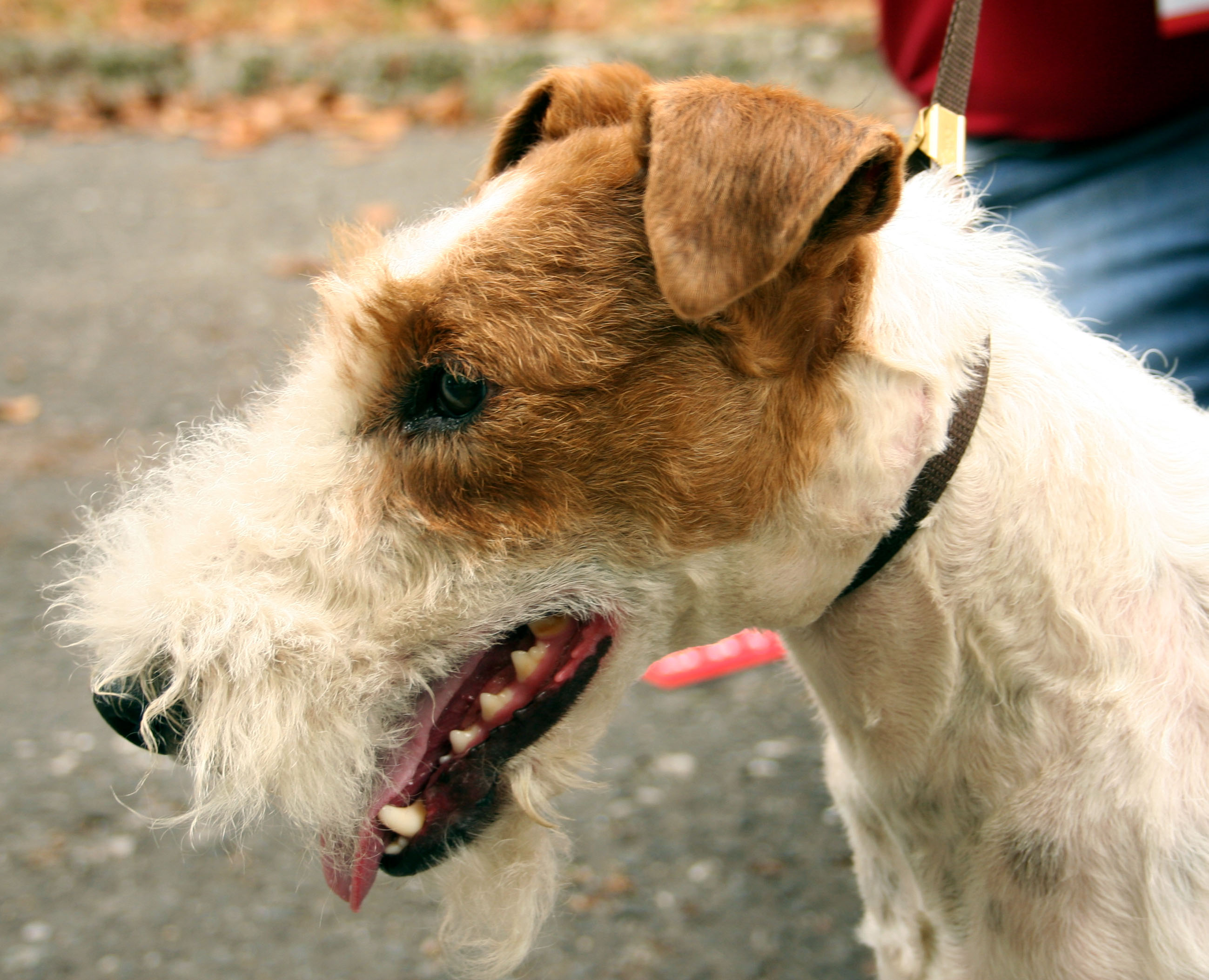

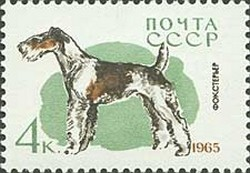
Фокстерьер на почтовой марке

Собаки породы фокстерьер обладают достаточно большой физической силой, бесстрашием и даже безрассудством. Эти собаки способны атаковать зверя, ростом и весом намного превышающего их собственный рост и вес. Собака отлично сложена, имеет элегантный вид. Если жесткошёрстные фокстерьеры в нашей стране пользуются традиционной популярностью в качестве декоративных домашних питомцев, то гладкошёрстная разновидность породы до недавнего времени в основном использовалась по своему прямому назначению — для норной охоты на лису. Ведь fox в переводе с английского языка означает «лиса».
Стандарт гладкошёрстного фокстерьера определяет его вес: в пределах 7,3—8,2 кг для кобелей и 6,8—7,7 кг для сук, идеальный вес кобеля жесткошёрстного фокстерьера в выставочных кондициях — 8,25 кг, сука немного меньше.

## Общие сведения

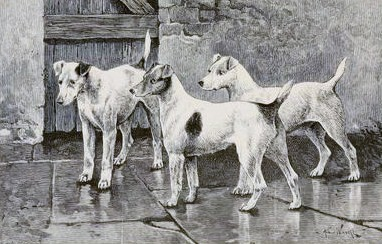
Олд Джок (крайний слева), Гроув Неттл (Grove Nettle) и Тартар — родоначальники современной породы фокстерьер

Фокстерьер — это лучший друг для тех, кто любит долгие пешие прогулки, для подвижных и спортивных людей. Кажется, что эта собака не знает, что такое усталость. Но хозяин должен твёрдо знать, что на прогулках в городе собака должна быть на поводке, так как, завидя своего сородича или кошку, фокстерьер может забыть любые команды и начинать преследование. Фокстерьеру может быть свойственна зооагрессия, требуются регулярные физические и умственные нагрузки. Это жизнерадостная, смышлёная собака, обожающая детей, для которых становится иногда лучшим другом и товарищем по играм, однако не стоит оставлять ребёнка наедине с собакой без присмотра взрослых.
Жесткошёрстный фокстерьер сейчас распространён гораздо больше, чем гладкошёрстный. Несмотря на то, что жесткошёрстный фокстерьер нуждается в тримминге (ручная щипка) два раза в год — весной и осенью, эта собака является настоящим украшением дома. К тому же, после тримминга, в квартире не будет ни шерстинки, что также делает эту собаку более предпочитаемой.